# Melasina niphocosma
Melasina niphocosma är en fjärilsart som beskrevs av Edward Meyrick 1934. Melasina niphocosma ingår i släktet Melasina och familjen säckspinnare. Inga underarter finns listade i Catalogue of Life.